# 1685 Торо
1685 Торо је Аполо астероид. Приближан пречник астероида је 3,4 ,
а средња удаљеност астероида од Сунца износи 1,367 астрономских јединица (АЈ).
Инклинација (нагиб) орбите у односу на раван еклиптике је 9,379 степени, а орбитални период износи 583,978 дана (1,598 годину). Ексцентрицитет орбите астероида износи 0,435.
Апсолутна магнитуда астероида износи 14,23 а геометријски албедо 0,31.
Астероид је откривен 17. јула 1948. године.